# Duty (film 1914 Arnaud)
Duty è un cortometraggio muto del 1914 diretto da Étienne Arnaud.

## Produzione
Il film fu prodotto dalla Eclair American.

## Distribuzione
Distribuito dall'Universal Film Manufacturing Company, il film - un cortometraggio in due bobine - uscì nelle sale cinematografiche statunitensi l'8 luglio 1914.